# Gilles Berolatti
Gilles Berolatti (Párizs, 1944. május 4. –) olimpiai bajnok francia tőrvívó.

## Sportpályafutása
Uzenetet küldök Gilles Berolattinak, az a lány,akit 1965.Universide Budapest, elhízott vacsorázni a Gellért Hotelbe..Jo egészséget !